# Giacomo Marchello
Giacomo Marchello (Paceco, 28 maggio 1915 – Palermo, 6 febbraio 2000) è stato un politico e militare italiano.

## Biografia
Laureato in economia. 
Ufficiale dell'Aeronautica militare in servizio all'aeroporto di Boccadifalco, arrivò al grado di generale di brigata al momento del collocamento in quiescenza 
Lasciata la divisa, fu Dirigente della Democrazia Cristiana palermitana ed eletto consigliere comunale DC nel 1970. Fu sindaco di Palermo per quasi cinque anni dall'aprile 1971, succedendo a Vito Ciancimino e guidando prima un monocolore DC e poi una giunta Dc-Pri-Psi. Rieletto nel 1975 in consiglio comunale, fu ancora sindaco fino al gennaio 1976. Alle elezioni politiche di quell'anno si candidò alla Camera nel collegio Sicilia occidentale per la DC, dove con 28.835 voti, arrivò secondo dei non eletti.
Accusato di abuso d'ufficio, insieme ad altri tre sindaci del tempo, fu prosciolto nel 1988.
Il fratello Girolamo fu deputato regionale del MSI-DN (1976-1981), e presidente del Trapani Calcio.